# Samuel Earnshaw
Samuel Earnshaw (ur. 1 lutego 1805 w Sheffield, zm. 6 grudnia 1888 tamże) – angielski duchowny, nauczyciel i uczony, matematyk i fizyk; znany z istotnego wkładu do fizyki matematycznej, twórca twierdzenia nazwanego jego imieniem.

## Życiorys
Urodził się w Sheffield, jako syn Józefa i Marty. Jego ojciec był dyrektorem szkoły w Sheffield. W wieku 22 lat Earnshaw rozpoczął naukę w St John’s College na Uniwersytecie Cambridge . W czasie studiów uzyskiwał kolejne przywileje studenckie (Sizar, Exhibitioner, Scholar) oraz stypendia naukowe. W 1831 uzyskał prestiżowy tytuł Senior Wrangler  oraz pierwszą nagrodę Smitha. W latach 1831–1847 pracował na Uniwersytecie w Cambridge, w Kolegium św. Jana, kontynuując studia. W 1832 został członkiem kolegium (Fellow). W tym samym roku poślubił Annę Wall, a w 1833 urodził się jego syn Walter.
Mimo że uważany był za bardzo dobrego nauczyciela, matematyka i fizyka, zgodnie z panującym w tamtym czasie wśród pracowników uniwersytetu trendem, aspirował do stanu duchownego. W 1834 otrzymał święcenia diakonatu, a w 1846 prezbiteratu , po czym został proboszczem kościoła św. Michała w Cambridge. W 1847 Earnshaw znacznie podupadł na zdrowiu, w związku z czym przeniósł się z powrotem do Sheffield. Został tam kapelanem Fundacji Królowej Marii (Queen Mary's Foundation). Pracował również jako nauczyciel i pomocnik w kościele parafialnym w Sheffield, ostatnią funkcję sprawując do końca swojego życia. Zmarł w wieku 83 lat w Sheffield.

## Dzieła
Earnshaw opublikował kilkadziesiąt książek i artykułów z matematyki i fizyki. W jego najbardziej znanym osiągnięciu – twierdzeniu Earnshawa, opublikowanym w 1839 wykazuje, że nie jest możliwe uzyskanie stabilnej lewitacji w wyniku układu sił oddziałujących w polu elektrostatycznym lub magnetostatycznym. Inne jego prace dotyczyły w fizyce optyki, zjawisk falowych, akustyki, a w matematyce trygonometrii i równań różniczkowych. Jako duchowny opublikował kilka kazań i traktatów.
Spuściznę pracy naukowej Earnshawa podzielić można na dwa okresy, pierwszy obejmujący pracę w Cambridge i drugi z czasów pobytu w Sheffield.
Pierwszy okres
- Treatise on Dynamics (1833), II wydanie (1839)
- The Theory of Statics (1834), II wydanie (1842), III wydanie rozszerzone (1845)
- On the nature of the molecular forces which regulate the constitution of the luminiferous ether opublikowane w 1842 w Transactions of the Cambridge Philosophical Society zawiera po raz pierwszy opublikowane twierdzenie Earnshawa
- The mathematical theory of the two great solitary waves of the first order

Drugi okres
- Parental Responsibility
- The Tradition of the Elders (1860)
- The love of the World (1861)
- Partial differential equations (1871)
- Etherspheres (1879)